# Fagareds ungdomshem
Fagareds ungdomshem är en institution belägen i Lindome utanför Göteborg. Här placeras ungdomar enligt socialtjänstlagen för utredning eller behandling. De flesta som bor på Fagareds ungdomshem är omhändertagna enligt LVU eller LSU.
Fagareds ungdomshem hette tidigare Fagareds yrkesskola och togs i bruk den 14 mars 1941, sedan verksamheten flyttats från Vrångsholmen, söder om Strömstad.

## Historia

### Föregångare
År 1847 inköptes Lundby Länsmansgård på Hisingen i Göteborg för Räddningsinstitutet på Hisingen och i oktober samma år intogs två pojkar där. Inledningsvis fanns det fem platser på hemmet och gården omfattade 12 tunnland. Antalet platser räckte snart inte till; gården utvidgades därför och en byggnad med plats för 25 elever togs i bruk 1851 och arealen utökades till 42 tunnland jämte utmarker år 1870.
I maj 1903 beslöts att Räddningsinstitutet skulle ordnas som skyddshem för Göteborgs stad i enlighet med 1902 års barnavårdslag, vilket stadfästes av Kungl. Maj:t i december 1904. Till följd av detta skedde en tillbyggnad, som togs i bruk i oktober 1905.
Då Göteborg växte i Lundby med en egnahemskoloni alldeles intill institutet, beslöts att finna en ny placering. År 1908 inköptes Vrångsholmen i Tanums socken och efter att en byggnad uppförts togs egendomen i bruk sommaren 1910, varvid 22 pojkar förflyttades och verksamheten på Hisingen avvecklades. Namnet blev Räddningsinstitutets på Hisingen skyddshem för gossar å Vrångsholmen.
Från början rymde Vrångsholmen ett 30-tal pojkar och 1915 kunde 40 elever tas emot. 1920 utvidgades hemmet för att kunna ta emot 70 elever.

### Fagared
Under 1930-talet söktes ny lokalisering av skyddshemmet närmare Göteborg och fyra jordbruksfastigheter i Fagared i Lindome inköptes. Byggnadsarbetet inleddes i december 1939. Det togs i bruk i mars 1941 och var då landets modernaste anstalt i sitt slag. Kostnaden för uppförandet var 1 miljon kronor. På Fagared gavs möjlighet till yrkesutbildning i mekaniskt verkstadsarbete, snickeri, samt jordbruks- och trädgårdsarbete. På Fagared kunde 62 elever tas emot.
År 1946 beslöt riksdagen att beteckningen "skyddshem"  skulle ersättas och skolans namn ändrades till Göteborgs stads skolhem och yrkesskola för gossar. Den 1 juli 1949 tog staten över ansvaret. Huvudmannaskapet kom åter, efter omfattande diskussion, att övergå till Göteborgs kommun den 1 januari 1983 till följd av den nya sociallagstiftningen, socialtjänstlagen (SOL) och lagen om vård av unga (LVU). En genomgripande organisations- och verksamhetsförändring skedde den 1 juni 1990, då Fagared blev ett "särskilt ungdomshem för ungdomar i åldrarna 16-21 år, som är omhändertagna enligt Socialtjänstlagen (SOL) eller Lagen om vård av unga (LVU) och som är i behov av särskild tillsyn enligt LVU §12".

## Nuvarande verksamhet
Fagared drivs numera av Statens institutionsstyrelse och vårdar pojkar i åldrarna 15 till 20 år som är omhändertagna med stöd av LVU (lagen med särskilda bestämmelser om vård av unga) eller dömda enligt LSU (lagen om sluten ungdomsvård).